# نادي غرامينيت
اتحاد أتلتيكو غرامينيت الرياضي (بالإنجليزية: Unión Deportiva Atlético Gramenet)‏ (مواليد 19 أغسطس 1973) هو نادِ كرة قدم إسباني من سانتا كولوما دي جرامانيت.